# 101% Pucci
101% Pucci è stato un programma televisivo italiano di genere one-man show di Andrea Pucci, andato in onda in prima serata su Italia 1 il 15 settembre 2016.

## Descrizione
Lo spettacolo è andato in scena al Teatro Nuovo di Milano. La sigla, accompagnata da Go Big Daddy di Rick Krive, riprende Pucci che cambia personaggio più volte, assumendo le sembianze del tassista, del lavavetri immigrato, del vigile, della bigliettaia, del direttore di scena e incontrando se stesso e i suoi alter ego dialoganti, mentre tenta di raggiungere il teatro. 
La serata ha visto la partecipazione come ospiti del pugile Giacobbe Fragomeni, vincitore de L'isola dei famosi 2016, l'ex-calciatore dell'Inter Bobo Vieri, e la figlia di Pucci, Rachele Baccan. Inoltre, è presente Gianluca Beretta, detto Felipe, nel ruolo di aiutante di Pucci.

## Colonna sonora
- Febbre da cavallo (Tema) di Vince Tempera
- Ola - Rich & Young
- Icona Pop - I Love It feat. Charli XCX
- Inner Circle - Sweat (A La La La La Long)
- Robbie Williams - Rock DJ
- Renzo Arbore & L'Orchestra Italiana - Cocorito
- Renzo Arbore & L'Orchestra Italiana - 'O sarracino
- TY1 - Something New ft. Andrea D'Alessio
- Il padrino (Tema) di Nino Rota
- Cat Stevens - Father and Son
- Unchained Melody, tema del film Ghost
- J. Balvin - Ginza
- Michael Jackson, Justin Timberlake - Love Never Felt So Good
- Sigala - Sweet Lovin' feat. Bryn Christopher
- Bruno Mars - Treasure
- Michele Zarrillo - Cinque giorni
- Nek - Se telefonando
- Klingande - Jubel
- Haddaway - What Is Love
- Jennifer Hudson - I Still Love You
- Patrick Cowley - Do Ya Wanna Funk feat. Sylvester
- Pitbull - Fireball ft. John Ryan
- Gonna Fly Now, scritta da Bill Conti
- Adiemus di Karl Jenkins
- Canzone ufficiale della squadra dell'Inter (Pazza Inter Àmala)
- Alvaro Soler - Sofia
- Fly Project - So High
- Lost Frequencies - Reality ft. Janieck Devy
- Mike Oldfield - Tubular Bells
- Bob Sinclar & Raffaella Carrà - Far l'amore
- Lily Allen - Not Fair
- Enrique Iglesias - Bailando ft. Descemer Bueno, Gente de Zona
- Mario Biondi & The High Five Quintet - This Is What You Are
- Raffaella Carrà - Tuca Tuca
- Gipsy Kings - Bem, Bem, Maria
- Phats & Small - Turn Around
- Michael Jackson - Immortal Megamix
- Vengaboys - Up & Down
- Modjo - Lady (Hear Me Tonight)
- Michael Jackson - Thriller
- The Bitch Hotel - Do U Wanna Dance
- Khaled - C'est La Vie

## Ascolti
| Puntata | Messa in onda     | Ascolti        | Ascolti |
| Puntata | Messa in onda     | Telespettatori | Share   |
| ------- | ----------------- | -------------- | ------- |
| 1       | 15 settembre 2016 | 1 913 000      | 8,93%   |
| Media   | Media             | 1 913 000      | 8,93%   |